# Aerenea robusta
Aerenea robusta là một loài bọ cánh cứng trong họ Cerambycidae.